# Lisowice (województwo śląskie)
Lisowice (niem. Lissowitz) – górnośląska wieś w Polsce położona w województwie śląskim, w powiecie lublinieckim, w gminie Pawonków.
W latach 1954–1961 wieś należała i była siedzibą władz gromady Lisowice, po jej zniesieniu w gromadzie Pawonków. W latach 1922–1939 miejscowość administracyjnie należała do województwa śląskiego w granicach Polski, natomiast w latach 1975–1998 do województwa częstochowskiego.

## Nazwa
Według Heinricha Adamy'ego nazwa miejscowości pochodzi od polskiej nazwy drapieżnika lisa. W swoim dziele o nazwach miejscowych na Śląsku wydanym w 1888 roku we Wrocławiu wymienia on jako pierwotną zanotowaną nazwę miejscowości Lissowice podając jej znaczenie "Fuchsjagerdorf" – "Wieś polujących na lisy".

## Części wsi
| SIMC    | Nazwa     | Rodzaj    |
| ------- | --------- | --------- |
| 0142125 | Andrzejów | część wsi |
| 0142154 | Napłatki  | część wsi |
| 0142160 | Sówkowe   | część wsi |

W 1295 w kronice łacińskiej Liber fundationis episcopatus Vratislaviensis (pol. Księga uposażeń biskupstwa wrocławskiego) miejscowość wymieniona jest jako Lyssovitz polonico. Polską nazwę Lisowice oraz niemiecką nazwę Lissowitz wymienia również w 1896 roku śląski pisarz Konstanty Damrot.
Słownik geograficzny Królestwa Polskiego wydany na przełomie XIX i XX wieku notuje nazwę wsi pod polską nazwą Lisowice oraz niemiecką nazwę Lissowitz.

## Historia
Do XIV wieku w granicach Królestwa Polskiego, od XIV w pod zwierzchnictwem Czech, od 1526 Austrii, w latach 1741-1871 Prus, 1871-1922 Niemiec.
Od końca XVIII w. wieś posiadała własną pieczęć gminną, na której wizerunku przedstawiono:  na pagórku lis zwrócony w prawo, po lewej dwa drzewa.

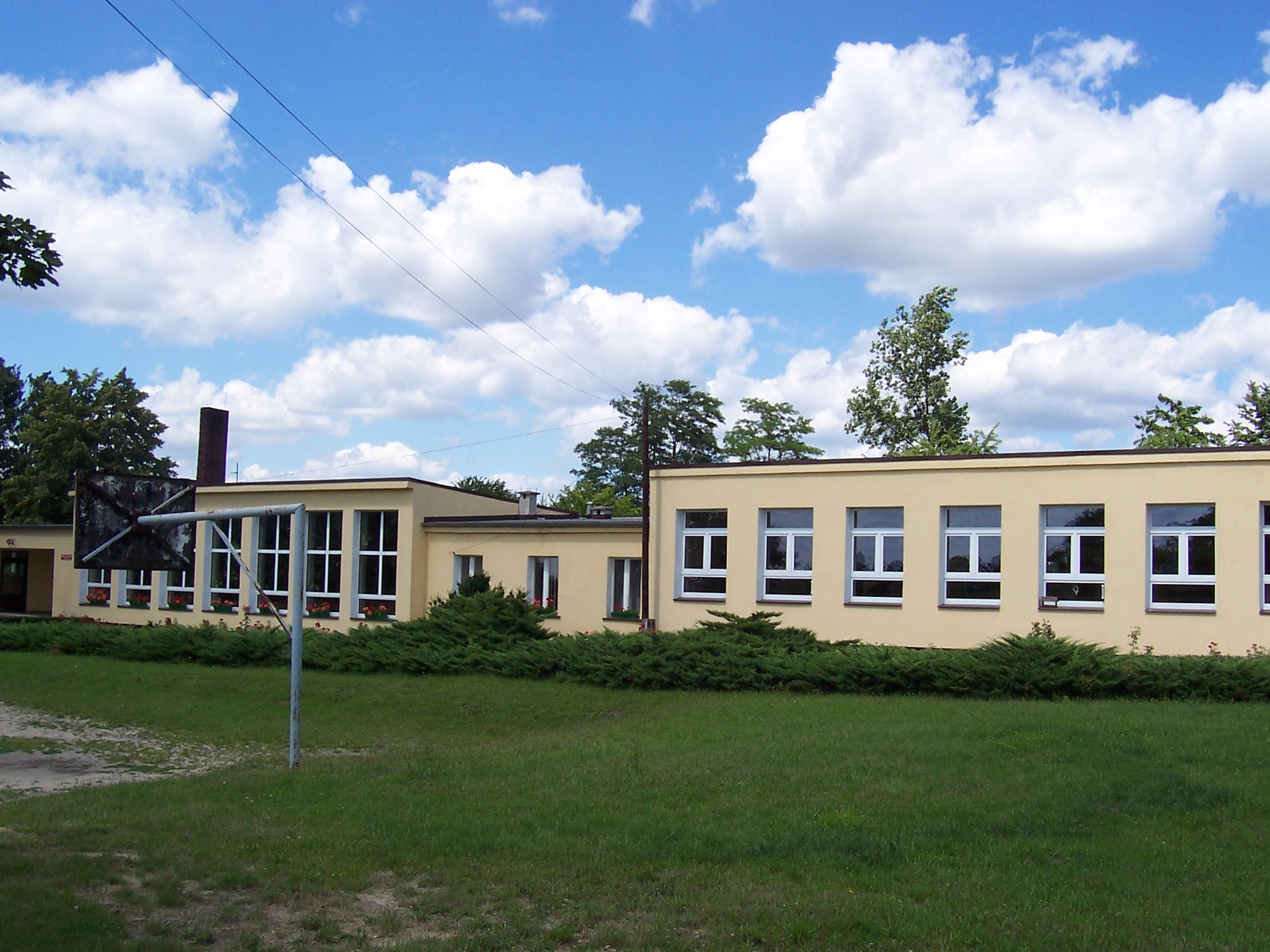
Szkoła podstawowa
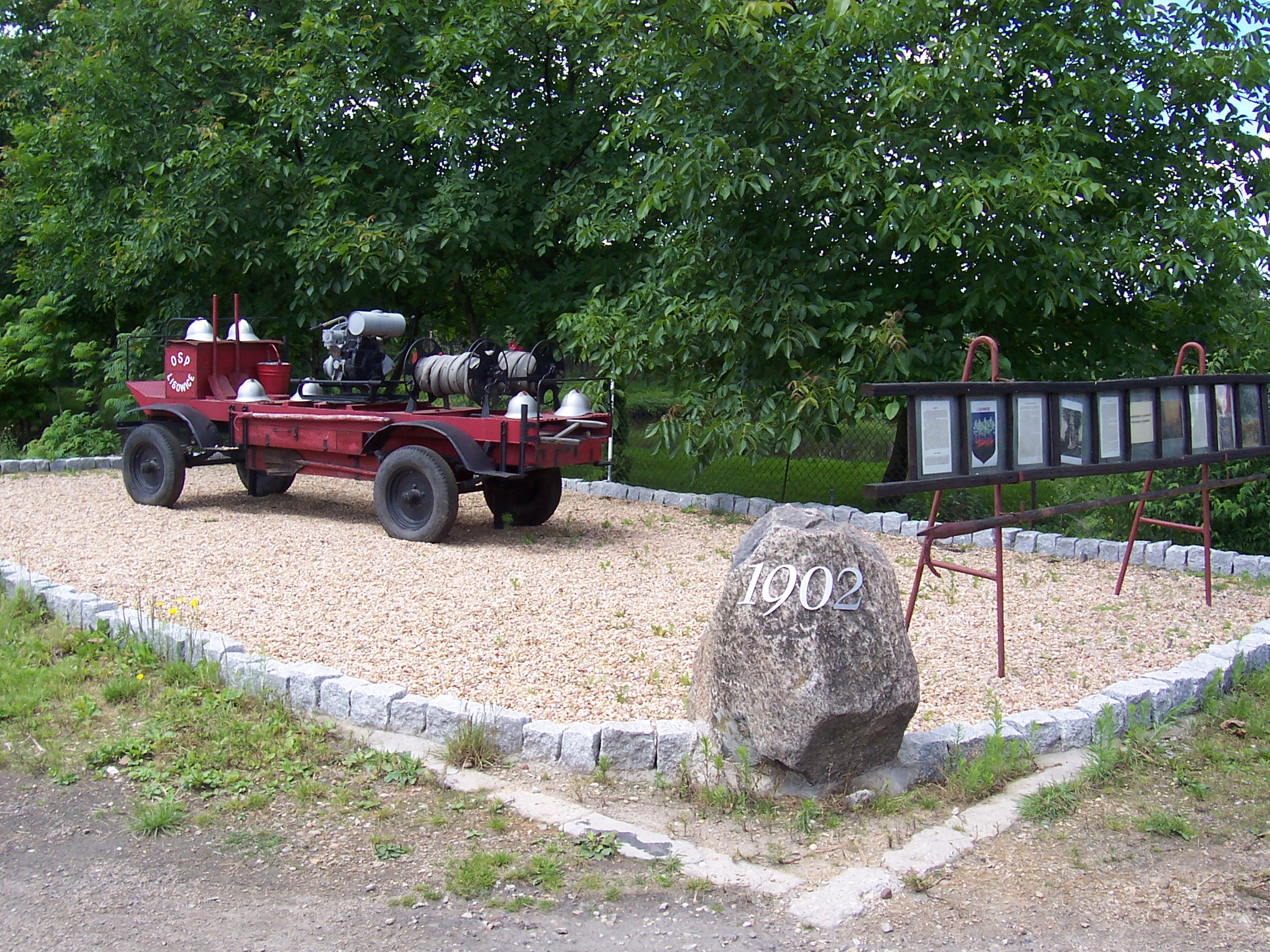
Stary wóz strażacki
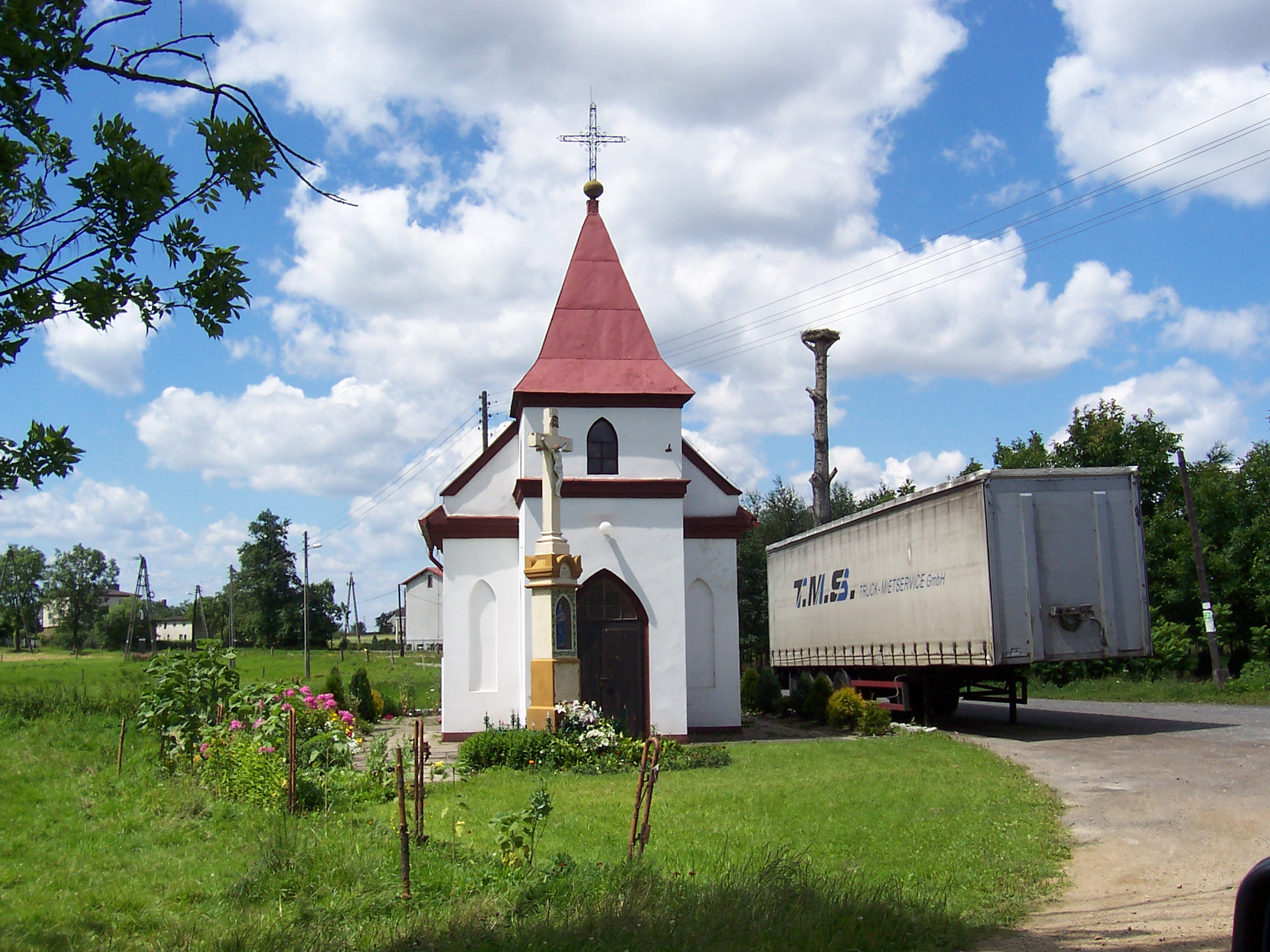
Kapliczka

## Odkrycia paleontologiczne
W latach 2006–2007 trzej naukowcy: dr Tomasz Sulej, prof. Jerzy Dzik z Instytutu Paleobiologii PAN oraz ówczesny doktorant Grzegorz Niedźwiedzki wykopali w utworach górnego triasu w miejscowej cegielni (cegielnia ta opisywana też była jako stanowisko Lipie Śląskie) skamieniałości dużego drapieżnego archozaura z gatunku Smok wawelski oraz największego znanego przedstawiciela dicynodontów, osiągającego masę 9 ton Lisowicia bojani. Znaleziono także szczątki wczesnego przedstawiciela ssakokształtnych z rodzaju Hallautherium, jeszcze nienazwanych dwóch gatunków małych bazalnych przedstawicieli Dinosauriformes lub wczesnych dinozaurów, co najmniej dwóch gatunków małych neoteropodów, dwóch gatunków pterozaurów, kości kończyn małych krokodylomorfów, kręgi i kości kończyn diapsyda podobnego do przedstawicieli grupy Choristodera, kości czaszki i kończyn oraz zęby gadów ryjogłowych, kości i zęby niezidentyfikowanych małych diapsydów, a także szczątki płazów: cyklotozaurów i gerrotoraksów. Są tam też szczątki różnych ryb, owadów, skorupiaków i roślin. Na bazie znalezisk paleontologicznych, we wsi założono w 2008 muzeum paleontologiczne.